# Ermione
Az Ermione Gioachino Rossini kétfelvonásos operája. Szövegkönyvét Andrea Leone Tottola írta Jean Racine Andromaque című drámája alapján. Ősbemutatójára 1819. március 27-én került sor a nápolyi San Carlo operaházban.
| Szereplő                               | Hangfekvés   |
| -------------------------------------- | ------------ |
| Ermione, Menelaosz és Helené lánya     | szoprán      |
| Andromaca, Hektór özvegye              | alt          |
| Pirro, Akhilleusz fia, Epirusz királya | tenor        |
| Oreste, Agamemnón fia                  | tenor        |
| Pilade, Oreste útitársa                | tenor        |
| Cleone, Ermione bizalmasa              | mezzoszoprán |
| Fenicio, Pirro tanára                  | basszus      |
| Cefisa, Andromaca bizalmasa            | alt          |
| Attalto, Pirro bizalmasa               | tenor        |